# Ciemnogród
Ciemnogród – pejoratywny termin wymyślony przez Stanisława Kostkę Potockiego na określenie osób o konserwatywnym światopoglądzie.

## Historia

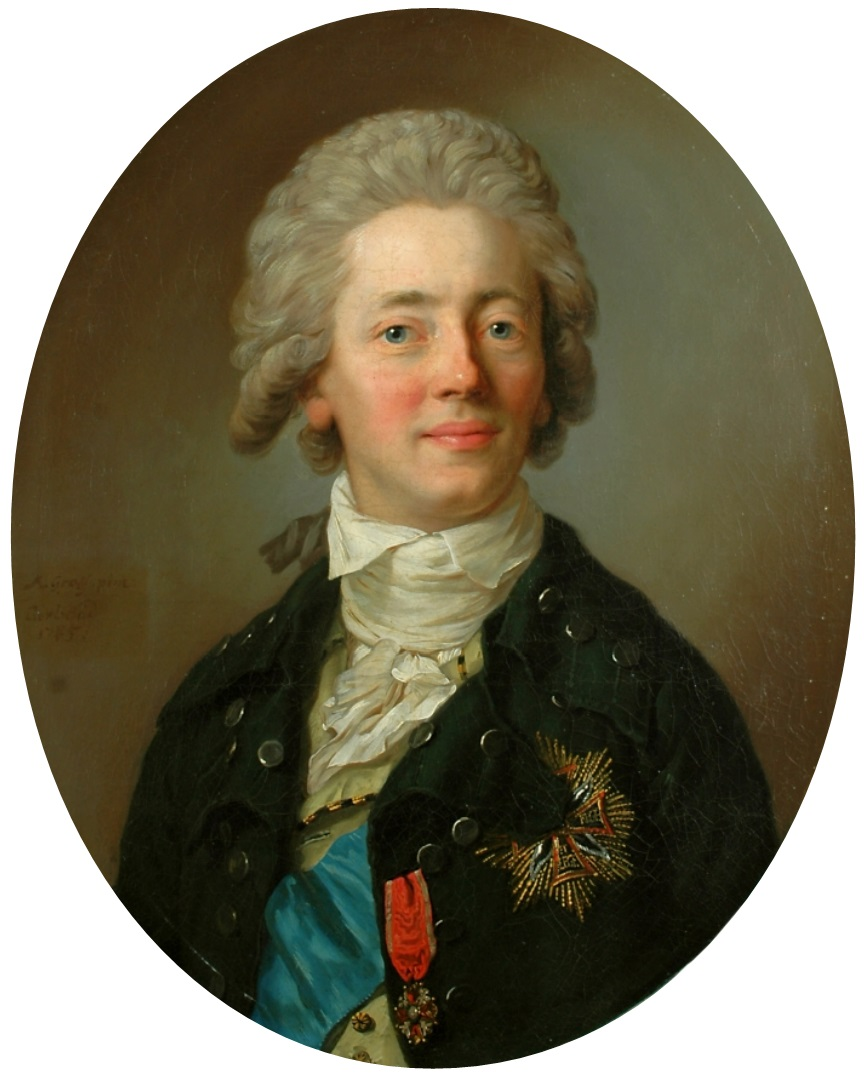
Stanisław Kostka Potocki, twórca pojęcia

Po raz pierwszy pojawił się w tytule powieści Stanisława Kostki Potockiego Podróż do Ciemnogrodu, wydanej w roku 1820, gdzie Ciemnogród jest stolicą obskurantyzmu. Autor, zwolennik oświecenia, krytykuje w niej konserwatywne poglądy zwolenników ustroju, jaki panował w Polsce przedrozbiorowej.
Z czasem pojęcie „ciemnogród” zaczęło być dość powszechnie używane jako pejoratywne określenie zespołu poglądów konserwatywnych i tradycjonalistycznych. Określenie to ma sugerować brak wykształcenia „ciemnogrodzian”. Ich poglądy często określane są przez przeciwników jako „wsteczne”, w odróżnieniu od „postępowych” poglądów przeciwników tradycjonalizmu. Za ciemnogrodzian uznawani są konfederaci barscy.
W roku 1953 Konstanty Ildefons Gałczyński w tym kontekście napisał wierszowany pamflet Chryzostoma Bulwiecia podróż do Ciemnogrodu, którego tytuł nawiązuje do powieści Potockiego. Określeniem „ciemnogród” posługiwał się też i Władysław Gomułka, który na zjeździe PZPR w 1959 stwierdził, że do walki z obskurantyzmem i ciemnogrodem należy zaangażować wszystkie siły, nawet te dalekie od marksizmu. W 1964 powstał film Ciemnogród ukazujący Ludowe Wojsko Polskie jako postępową siłę walcząca z ciemnotą i zabobonami mieszkańców polskiej prowincji.
W latach 90. XX wieku dziennikarz Wojciech Cejrowski na przekór pejoratywnemu wydźwiękowi określenia zaczął z dumą określać siebie jako „ciemnogrodzianina” i organizować zloty ciemnogrodzian (od 1996 w Osieku, cztery zloty w kolejnych latach). W wyniku tych akcji mianem ciemnogrodzian często z przekorą określają siebie środowiska prawicowe, w tym konserwatywno-liberalne, odrzucające tzw. postępowość. Zdaniem ciemnogrodzian „jasnogród” (zwany też „postępgrodem”) jest próbą promowania, zwłaszcza wśród młodych ludzi, postaw socjalistycznych, kosmopolitycznych i antychrześcijańskich.